# Gordún
Gordún es una localidad española actualmente perteneciente al municipio de Navardún, en la provincia de Zaragoza. Pertenece a la comarca de las Cinco Villas, en la comunidad autónoma de Aragón.

## Geografía
El antiguo término de Gordún, que hoy forma parte de Navardún, se encuentra separado del resto de su actual término municipal por el término de Urriés, formando técnicamente un enclave. Gordún se halla en la llamada Valdonsella, es decir, el valle del río Onsella, del que se encuentra muy cercano.
Muy cerca de Gordún se encuentra, en término de Sos del Rey Católico, la antigua localidad, hoy despoblada, de Ceñito, actualmente tan sólo una pardina, conocida como Pardinas de Ceñito.

## Comunicaciones
Por las cercanías de Gordún discurre la A-2601, una carretera local que nace junto a Navardún y que se dirige hacia el este, camino del enclave navarro de Petilla de Aragón, donde finaliza.